# Ernest Barnes
Ernest Barnes   (Birmingham, 1 d'abril de 1874 - Sussex, 29 de novembre de 1953) va ser un matemàtic i clergue anglicà que va ser bisbe de Birmingham.

## Vida i obra
Després d'estudiar a Birmingham, la seva vila natal, va estudiar al Trinity College (Cambridge) on es va graduar el 1896. El 1898 va guanyar el premi Smith i va ser escollit fellow del Trinity. El 1907 va obtenir el doctorat en matemàtiques.
El 1915 va deixar Cambridge i la seva carrera com a matemàtic professional, per seguir la seva vocació religiosa. Des 1915 a 1918 va ser master de l'església del Temple i de 1918 a 1924 va ser canonge de l'abadia de Westminster, totes dos a Londres. El 1924 va retornar a la seva vila natal, Birmingham, per a fer-se càrrec de la seva seu episcopal. Va ser bisbe de la ciutat fins al 1952 en que es va retirar, ja malalt. El seu episcopat va estar marcat per una sèrie de polèmiques fruit dels seus punts de vista poc ortodoxos. Va ser un pacifista fins a l'extrem de no participar en les jornades de pregària durant la Segona Guerra Mundial.
Barnes va publicar una trentena d'articles matemàtics entre 1897 i 1910, els primers van estar dedicats a l'estudi de les funcions gamma i després es va inclinat per l'estudi de la teoria de les funcions integrals i el seu comportament asimptòtic.